# Timofey Skryabin
Timofey Skryabin est un boxeur soviétique né le 14 novembre 1967 à Bălţi en Moldavie.

## Carrière
Sa carrière amateur est principalement marquée par une médaille de bronze remportée aux Jeux olympiques de Séoul en 1988 en poids mouches et une médaille d'argent lors des championnats d'Europe d'Athènes en 1989 dans la catégorie poids coqs.

### Jeux olympiques
- Médaille de bronze en -51 kg aux Jeux de 1988 à Séoul